# PRKG1
La proteína cinasa GMPc dependiente tipo I (PRKG1) (EC 2.7.11.12) es una enzima codificada en humanos por el gen PRKG1. Pertenece a la familia de las serina/treonina proteína cinasas específicas.

## Interacciones
La proteína PRKG1 ha demostrado ser capaz de interaccionar con:
- ITPR1[4]
- RGS2[5]
- TNNT1[6]
- MRVI1[4][7]
- GTF2I[8]